# Murphy Lee
Torhi Harper (nascido em 18 de dezembro de 1978), mais conhecido pelo seu nome artístico Murphy Lee, é um rapper americano, mais conhecido como membro de hip hop St. Lunatics . Lee também é o principal executivo de sua própria gravadora, a U C Me Entertainment. Ele lançou recentemente uma linha de livros de receitas veganas co-autoria de Rachael Ray.

## História
Murphy Lee, nasceu e cresceu em St. Louis, Missouri, e formaram o St. Lunatics com colegas rappers Nelly , Ali, Kyjuan , Cidade Spud . Eles marcaram um sucesso regional com a canção "Gimmie What You Got", mas a tripulação foi difícil conseguir um contrato de gravação. Em 2002, ele foi destaque na canção de Jermaine Dupri, em "Welcome to Atlanta [remix]". Em 2003, seu maior sucesso veio com " Shake Ya Tailfeather ", com Nelly e P. Diddy , que apareceu na trilha sonora de Bad Boys II . A canção lhe faz um vencendor de um Grammy. depois do acontecimento, Murphy Lee lançou seu álbum de estréia, Murphy's Law no final daquele ano.

## Discografia

### Álbuns
- Murphy's Law[4][5]

### Singles
| Ano  | Canção                                             | U.S. Hot 100 | U.S. R&B | U.S. Rap | álbum            |
| ---- | -------------------------------------------------- | ------------ | -------- | -------- | ---------------- |
| 2003 | "Wat Da Hook Gon Be" (featuring Jermaine Dupri)    | 17           | 11       | 6        | Murphy's Law     |
| 2004 | "Luv Me Baby" (featuring Sleepy Brown & Jazze Pha) | 119          | 54       | 25       | Murphy's Law     |
| 2004 | "Hold Up" (featuring Nelly)                        | —            | —        | —        | Murphy's Law     |
| 2006 | "Dat Bullshit"                                     | —            | —        | —        | non-album single |
| 2007 | "Hatin'" (featuring Young Dro)                     | —            | —        | —        | non-album single |
| 2008 | "Murph Derrty"                                     | —            | —        | —        | non-album single |
| 2008 | "My Shoes" (featuring Kanja)                       | —            | —        | —        | You See Me       |